# Giovanni Manzini (umanista)
Giovanni Manzini (Fivizzano, 1362 ca – prima del 1422) è stato un umanista e militare italiano, legato a Gian Galeazzo Visconti e uno dei primi umanisti dell'umanesimo lombardo.

## Biografia
Nato da Paoluccio a Motta, oggi frazione di Fivizzano nella Lunigiana, Giovanni Manzini si trasferì bambino a Sarzana per iniziare gli studi. Seguito da Ippolito da Parma, Giovanni Manzini ebbe modo di entrare in contatto con l'opera e il pensiero petrarchesco.
Nonostante il padre Paoluccio tentasse di indirizzarlo allo studio del diritto a Bologna (città in cui rimase dal 1379 al 1386), Giovanni preferì dedicarsi alla carriera letteraria e quella militare, servendo il signore e futuro duca di Milano Gian Galeazzo Visconti, partecipando alla battaglia di Castagnaro dell'11 marzo 1387 contro Antonio della Scala signore di Verona.
L'esperienza militare contro gli Scaligeri fu però momentanea: lasciata l'armatura, Giovanni Manzini riprese in mano la propria vocazione letteraria diventando il precettore di Melchiorre Cappelli, figlio del cancelliere visconteo Pasquino Cappelli. Entrato dunque nell'orbita del protoumanesimo lombardo di stampo petrarchesco, Giovanni si segnalò come postillatore di varie opere dell'Aretino (Epistolae ad familiares, Rerum memorandarum libri, Epistolae metricae) e come propagandista dell'immagine di quest'ultimo, come si evince nelle lettere ad Andreolo degli Occhi e a Giovanni Dondi dall'Orologio, in cui si immagina Petrarca dedito al lavoro fino al sopraggiungere della morte. Ebbe in grande stima anche l'operato di Boccaccio, di cui postillò le Genealogiae deorum gentilium. L'ambiente pavese fu dunque fondamentale per l'evoluzione culturale di Manzini, il quale entrò presto in contatto epsitolare con Coluccio Salutati, con Jacopo dal Verme, con Giovanni de' Travesis, Francesco da Siena, Corrado di Dovaria, Moggio Moggi, Rizzardo Villani e Antonio Loschi.
Lasciata Pavia nel 1388, entrò al servizio del condottiere Biordo Michelotti, conquistatore di Perugia, insieme all'umanista e amico del Salutati Pietro Turchi, rimanendo nella città umbra fino al 1398.
A partire dai primi anni del '400, Giovanni Manzini incominciò un tour europeo volto alla ricerca delle opere classiche: nel 1401 risultava essere in Svizzera, più precisamente a Berna, alla ricerca di nuovi codici sparsi nelle varie biblioteche, trovandovi manoscritti di Agostino d'Ippona, Ambrogio di Milano, Cipriano di Cartagine e Giovanni Crisostomo. Sempre tra il 1401 e il 1402 risultava essere ad Ulma, poi a Stendal, a Luneberg, a Sundgau ed infine nelle Fiandre.
Rientrato in Italia, nel 1406 Giovanni Manzini fu podestà e capitano del popolo del Comune di Pisa. Da questa data si ignorano le vicende umane del Manzini, il quale risultava morto prima del 1422. 
Del Manzini si ricorda una possibile tragedia sulla vicenda di Antonio Della Scala e varie epistole, in cui si celebra Gian Galeazzo Visconti allineandosi in tal modo all'umanesimo civile ducale patrocinato dal coevo Antonio Loschi.